# Lillesjö (Bottnaryds socken, Småland)
Lillesjö är en sjö i Jönköpings kommun i Småland och ingår i Göta älvs huvudavrinningsområde. Sjön är 2,9 meter djup, har en yta på 0,0891 kvadratkilometer och är belägen 211,2 meter över havet. Sjön avvattnas av vattendraget Osabäcken i öster mot Nackebosjön Sjön Stråken ligger cirka en halv kilometer väster ut.

## Delavrinningsområde
Lillesjö ingår i det delavrinningsområde (641133-138536) som SMHI kallar för Mynnar i Stråken. Medelhöjden är 250 meter över havet och ytan är 22,98 kvadratkilometer. Det finns inga delavrinningsområden uppströms utan avrinningsområdet är högsta punkten. Osabäcken som avvattnar avrinningsområdet har biflödesordning 3, vilket innebär att vattnet flödar genom totalt 3 vattendrag innan det når havet efter 365 kilometer. Delavrinningsområdet består mestadels av skog (72 procent). Avrinningsområdet har 0,34 kvadratkilometer vattenytor vilket ger avrinningsområdet en sjöprocent på 1,5 procent.

## Galleri

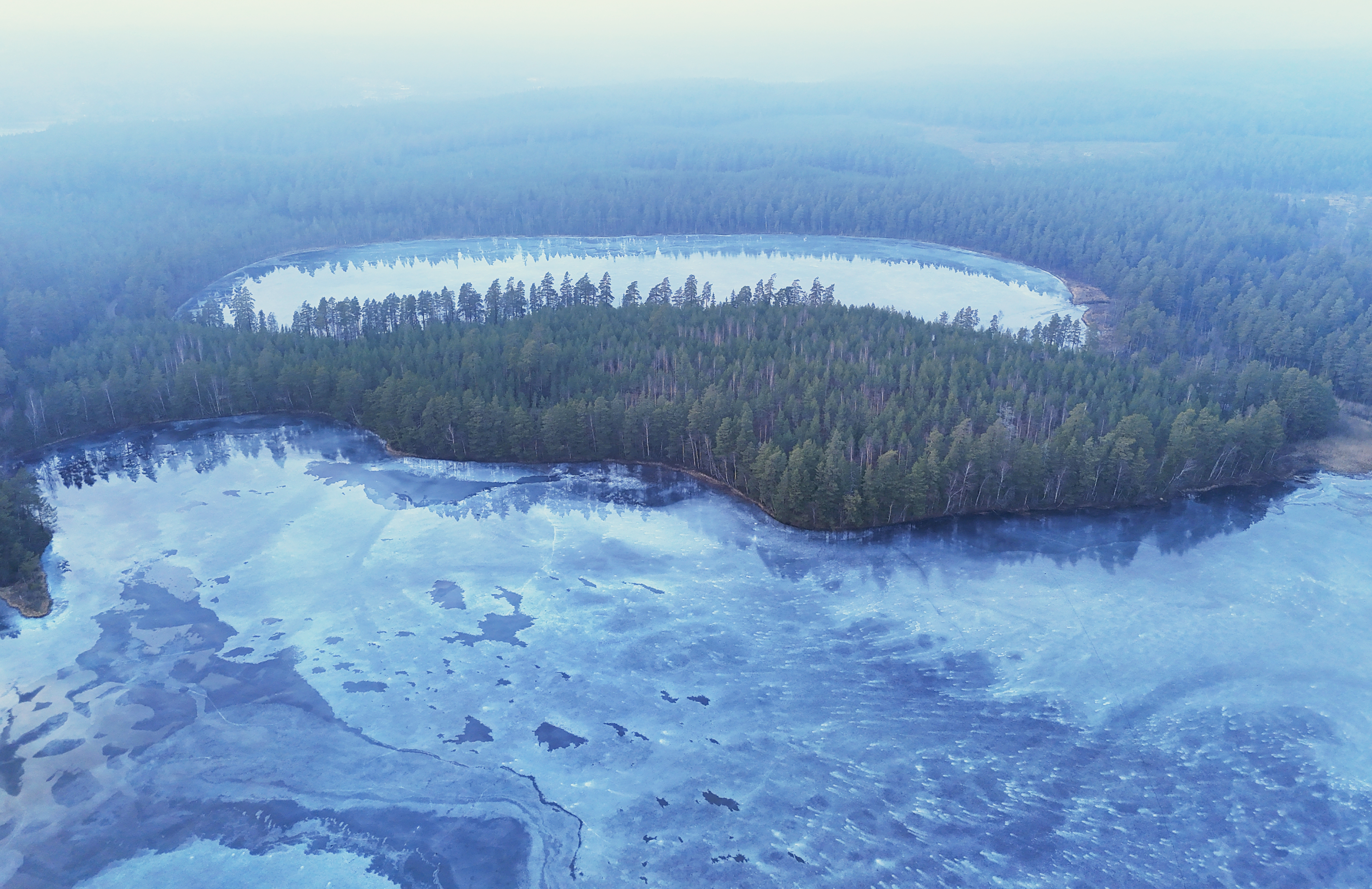
Lillesjön med Nackebosjön i förgrunden.